# یان باتروورث
یان باتروورث (انگلیسی: Ian Butterworth؛ زادهٔ ۲۵ ژانویهٔ ۱۹۶۴) بازیکن فوتبال اهل بریتانیا است.
از باشگاه‌هایی که در آن بازی کرده‌است می‌توان به باشگاه فوتبال نوریچ سیتی، باشگاه فوتبال کلرادو رپیدز، باشگاه فوتبال ناتینگهام فارست، باشگاه فوتبال کاونتری سیتی، و باشگاه فوتبال استافورد رانجرز اشاره کرد.
وی همچنین در تیم ملی فوتبال زیر ۲۱ سال انگلستان بازی کرده‌است.